# Koulawa
Koulawa est un village du Cameroun situé dans le département de la Bénoué et la Région du Nord. Il fait partie du lamidat et de la commune de Touroua.

## Population
Lors du recensement de 2005, le village comptait 145 habitants

## Transport
Les déplacements des populations vers les localités enclavées se font généralement par
motos ou par vélo. La distance entre Touroua et Koulawa est de 51km.